# Richardson Highway

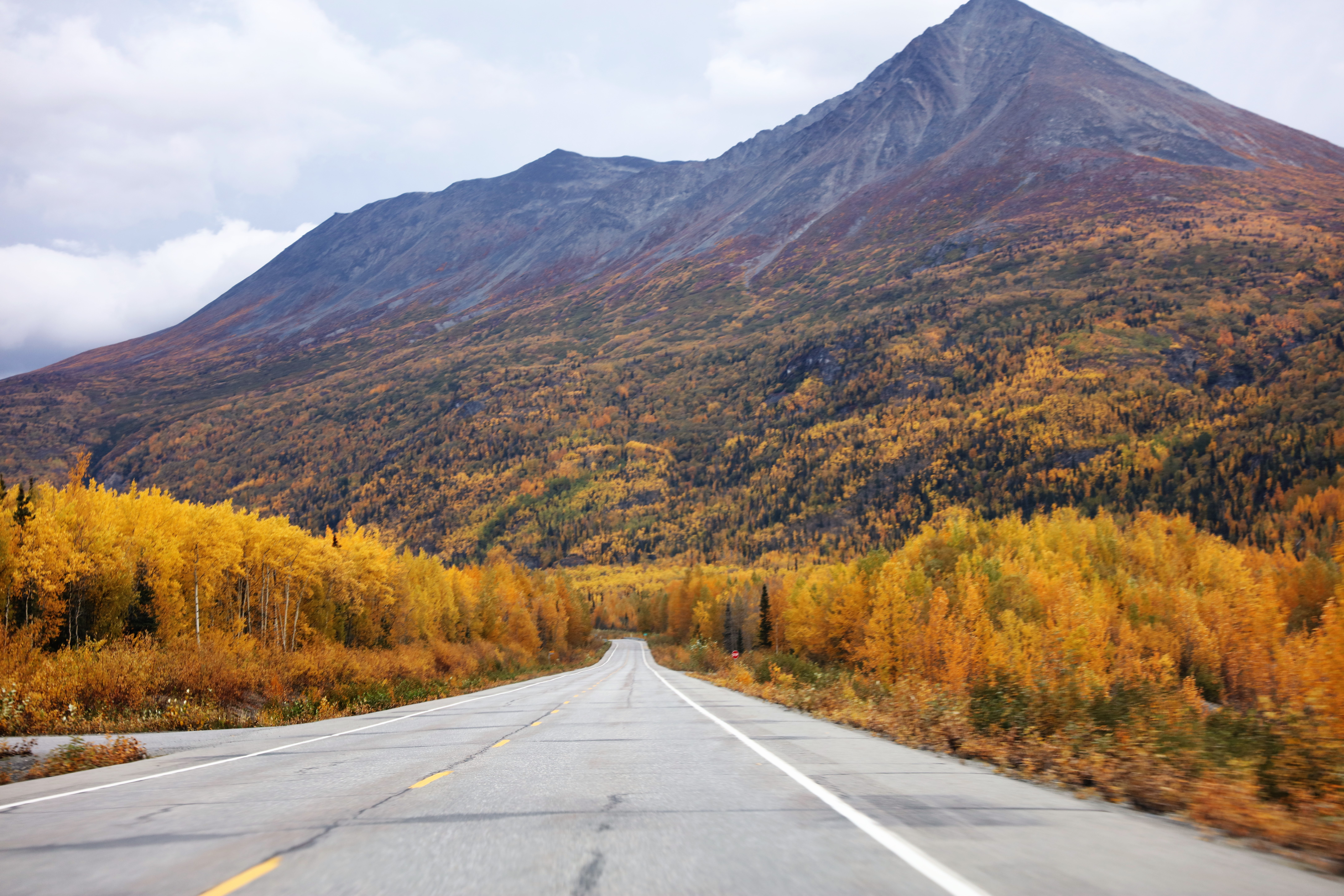
Richardson Highway

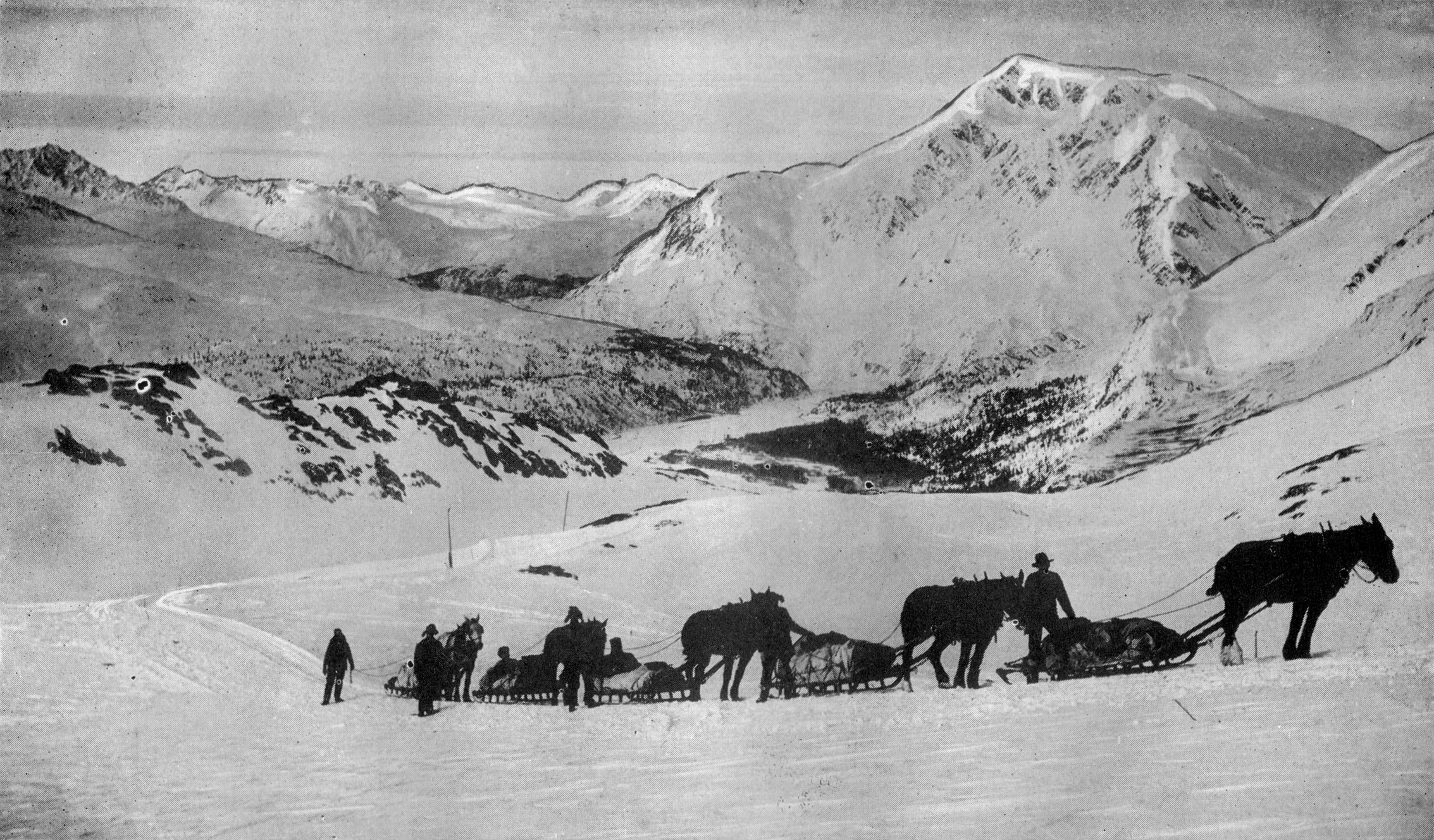
Der Thompson Pass über die Chugach Mountains (um 1900)

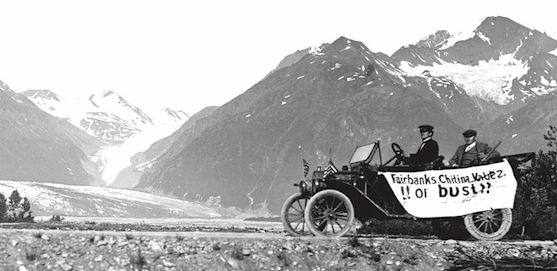
Das erste Automobil auf dem Richardson Highway (1913)

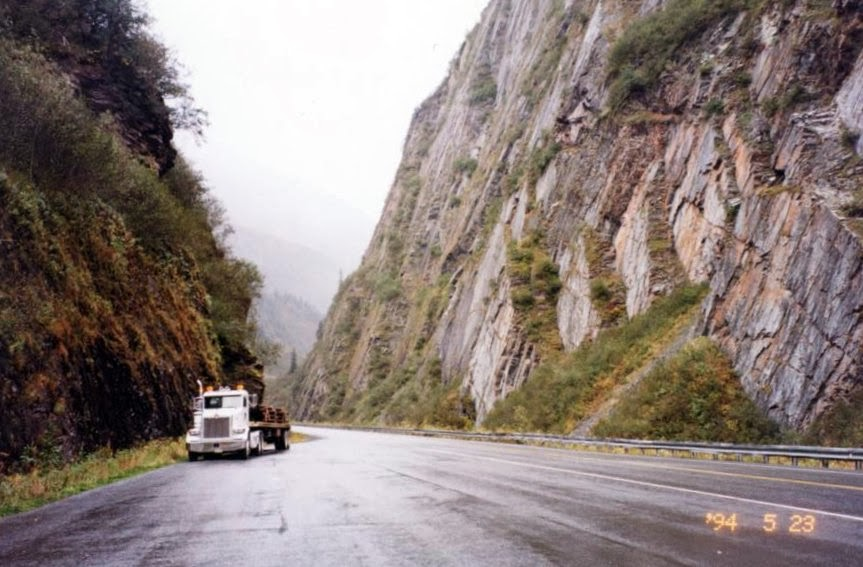
Schlucht am Richardson Highway

Der Richardson Highway ist eine Hauptverkehrsstraße im US-Bundesstaat Alaska, die auf einer Länge von 583 km Valdez am Prince William Sound mit Fairbanks im Interior verbindet. Von Valdez bis Delta Junction ist der Richardson Highway die Alaska Route 4, von dort bis nach Fairbanks die Alaska Route 2. Benannt ist der Highway nach Wilds P. Richardson, einem General der US-Armee, der für die Alaska Road Commission den Ausbau der Straße für Pferdefuhrwerke im Jahr 1910 leitete.

## Geschichte
Der Richardson Highway ist der erste Highway Alaskas und ging aus dem südlichen Teil des Valdez-Eagle-Trails hervor, den die Goldsucher auf dem Weg zum Klondike nutzten. Dieser Trail wurde 1899 von der US-Armee angelegt, die mehrere mögliche Routen zu den Goldfeldern am Yukon untersucht hatte und schließlich den Vorschlag von William R. Abercrombie, den Weg von Valdez aus entlang des Copper Rivers anzulegen, umsetzte. Als Bauarbeiter wurden erfolglose Goldsucher angestellt, die sich auf diese Weise das nötige Geld verdienen konnten, um Alaska wieder zu verlassen.
Nach dem Ende des Goldrauschs hielt die US-Armee den Trail als Verbindung der Stützpunkte Fort Liscum in Valdez und Fort Egbert in Eagle instand. Goldfunde bei Fairbanks 1902 und der Bau einer Telegraphenlinie entlang des Trails 1903 machten ihn zur wichtigsten Verbindung ins Binnenland Alaskas. In den folgenden Jahren wurde er weiter ausgebaut. 1913 konnte ein Lastwagen durchschnittlich etwa 50 Meilen pro Tag auf der Straße zurücklegen. 1919 fand bereits 90 % des Verkehrs mit motorisierten Fahrzeugen statt. Seit 1957 ist der Richardson Highway asphaltiert.

## Verlauf
Der Highway verläuft von Valdez aus zunächst entlang des Lowe Rivers und durch den Keystone Canyon, überquert am Thompson Pass (845 m) die Chugach Mountains und verläuft bis Gakona parallel zum Copper River. Von Glennallen bis Gakona vereint er sich mit dem Glenn Highway. In Gakona zweigt der Tok Cut-Off nach Osten ab und in Paxson der Denali Highway nach Westen. Der Richardson Highway überquert am Isabel Pass, dem höchsten Punkt der Straße mit 914 m, die Alaskakette und folgt von Delta Junction, der Kreuzung mit dem Alaska Highway, bis nach Fairbanks dem Tanana River. Die Trans-Alaska-Pipeline verläuft über weite Strecken parallel zum Highway.